# Itumbiara
Itumbiara (/itũw̃biˈaɾɐ/) és una ciutat de l'estat brasiler de Goiás. La seva població era de 100.548 habitants el 2015.